# Comuna Kneajdvir, Colomeea
Kneajdvir (în ucraineană Княждвір) este o comună în raionul Colomeea, regiunea Ivano-Frankivsk, Ucraina, formată din satele Kîidanți și Kneajdvir (reședința).

## Demografie
Componența lingvistică a comunei Kneajdvir
     Ucraineană (99,45%)
     Alte limbi (0,55%)
Conform recensământului din 2001, majoritatea populației comunei Kneajdvir era vorbitoare de ucraineană (99,45%), existând în minoritate și vorbitori de alte limbi.